# Rhingia mecyana
Rhingia mecyana är en tvåvingeart som beskrevs av Speiser 1910. Rhingia mecyana ingår i släktet näbblomflugor, och familjen blomflugor. Inga underarter finns listade i Catalogue of Life.